# افسانه‌های واهی
افسانه‌های واهی (انگلیسی: Urban Myths) یک مجموعهٔ تلویزیونی کمدی-درام بریتانیایی است که در سال ۲۰۱۷ از شبکه اسکای آرتس پخش شد. این سریال دربارهٔ افسانه‌های بی‌اساس و عامه‌پسندی است که معلوم نیست حقیقت دارند یا خیر.

## گزیدهٔ بازیگران
- ادی مارسن در نقش باب دیلن
- دیوید ترلفال در نقش ساموئل بکت
- ایوان ریان در نقش آدولف هیتلر
- روپرت گرینت در نقش آگوست کوبیزک
- بن چاپلین در نقش کری گرانت
- آیدان گیلن در نقش تیموتی لیری
- نول کلارک در نقش محمد علی کلی
- جوزف فاینز در نقش مایکل جکسون
- برایان کاکس در نقش مارلون براندو
- کری فیشر در نقش خودش
- استاکرد چنینگ در نقش الیزابت تیلور
- جما آرترتون در نقش مریلین مونرو
- جیمز پیورفوی در نقش بیلی وایلدر
- آدام برودی در نقش جک لمون
- الکس پتیفر در نقش تونی کرتیس
- دوگری اسکات در نقش آرتور میلر
- یوناس آرمسترانگ در نقش باب گلداف
- دیوید سوشی در نقش سالوادور دالی
- شیلا هنکاک در نقش گالا دالی
- روفس جونز در نقش التون جان
- لوک تردئوی در نقش دیوید بویی
- آنا مکسول مارتین در نقش آگاتا کریستی
- راب جیمز-کولیر در نقش آرچی کریستی
- بیل پترسون در نقش آرتور کانن دویل
- پترسون جوزف در نقش چاک دی
- کیوان نواک در نقش فردی مرکوری
- جک مک‌بریر در نقش اندی وارهول
- سوفی راندل در نقش دایانا، شاهدخت ولز
- استیون منگن در نقش چارلز دیکنز
- ایان هارت در نقش هانس کریستیان آندرسن
- سوفی کندی کلارک در نقش مدونا
- دیوید هیگ در نقش جرج فردریک هندل
- رابی کالترین در نقش اورسن ولز
- جسیکا باردن در نقش باربارا استرایسند
- کلی مکدونالد در نقش شاهدخت مارگارت
- جیمی باور در نقش میک جگر
- رزی دی در نقش جین اشر
- تام کانر در نقش پل مک‌کارتنی
- جیمز کاوارد در نقش جان لنون
- سایمن گوردون در نقش جرج هریسون
- جوردن اسکوون در نقش رینگو استار
- کالوین دمبا در نقش ژان میشل باسکیا
- سب کاردینال در نقش ریک پارفیت
- استیو پمبرتون در نقش ژان-پل سارتر
- آدریان اسکاربرو در نقش سربازرس دندرس
- پال ریتر
- کاترین پارکینسون
- جیمز فلیت
- آندره د جاینت
- دنی جان-جولز
- لوسین مساماتی
- کارلا کروم
- کان اونیل
- پل کی
- استیو پمبرتون
- عبدول سالیس
- دنیل میز
- متیو بینتون
- فیلیپ گلنیستر
- پرل مکی
- پل پاتنر
- مونیکا دولان
- مایکل براندون
- مارک هیپ
- جاشوآ مک‌گوایر
- دیوید بامبر
- جان بردلی-وست
- مارک ادی
- ناتاشا دمتریو
- استیو اِج